# Lotta greco-romana ai Giochi della XVII Olimpiade - Pesi gallo
La competizione della categoria pesi gallo (fino a 57 kg) di lotta greco-romana dei Giochi della XVII Olimpiade si è svolta dal 26 al 31 agosto 1960 alla Basilica di Massenzio a Roma. 

## Formato
Ad ogni incontro venivano assegnate le seguenti penalità:
- 0 = Al vincitore per schienata
- 1 = Al vincitore ai punti
- 2 = In caso di pareggio
- 3 = Allo sconfitto ai punti
- 4 = Allo sconfitto per schienata

Con sei penalità o più il lottatore veniva eliminato.

## Risultati
| Legenda                                  | Legenda |
| ---------------------------------------- | ------- |
| Lottatore con 6 penalità o più Eliminato |         |

### 1º Turno
Si è disputato il 26 agosto
| Vincitore           | Pen. | Risultato | Sconfitto              | Pen. |
| ------------------- | ---- | --------- | ---------------------- | ---- |
| Ion Cernea          | 0    | Schienata | Michel Ben Akoun       | 4    |
| Imre Hódos          | 0    | Schienata | Loek Alflen            | 4    |
| Masamitsu Ichiguchi | 0    | Schienata | Larry Lauchle          | 4    |
| Oleg Karavaev       | 0    | Schienata | John Tveiten           | 4    |
| Dinko Petrov        | 0    | Schienata | François Schlechter    | 4    |
| Gilberto Gramellini | 1    | Ai punti  | Bernard Knitter        | 3    |
| Yaşar Yılmaz        | 1    | Ai punti  | Kamel Ali El-Sayed     | 3    |
| Gilbert Dubier      | 1    | Ai punti  | Ewald Tauer            | 3    |
| Stipan Dora         | 1    | Ai punti  | Aimé Verhoeven         | 3    |
| Jiří Švec           | 1    | Ai punti  | Ali Bani Hashemi       | 3    |
| Franz Brunner       | 1    | Ai punti  | Mikhail Theodoropoulos | 3    |
| Edvin Vesterby      | 1    | Ai punti  | Orlando Gonçalves      | 3    |
| Michel Nakouzi      | 1    | Ai punti  | Santiago Cañete        | 3    |
| Richard Debrunner   | 2    | = Pari =  | Reino Tuominen         | 2    |

### 2º Turno
Si è disputato il 27 agosto
| Vincitore           | Pen. | Risultato | Sconfitto              | Pen. |
| ------------------- | ---- | --------- | ---------------------- | ---- |
| Loek Alflen         | 4    | Schienata | Michel Ben Akoun       | 8    |
| Gilberto Gramellini | 1    | Schienata | Richard Debrunner      | 6    |
| Bernard Knitter     | 3    | Schienata | Reino Tuominen         | 6    |
| Yaşar Yılmaz        | 1    | Schienata | Larry Lauchle          | 8    |
| Oleg Karavaev       | 0    | Schienata | Aimé Verhoeven         | 7    |
| Masamitsu Ichiguchi | 1    | Ai punti  | Kamel Ali El-Sayed     | 6    |
| Michel Nakouzi      | 2    | Ai punti  | Gilbert Dubier         | 4    |
| Ewald Tauer         | 4    | Ai punti  | John Tveiten           | 7    |
| Stipan Dora         | 2    | Ai punti  | Ali Bani Hashemi       | 6    |
| Jiří Švec           | 2    | Ai punti  | Mikhail Theodoropoulos | 6    |
| Edvin Vesterby      | 2    | Ai punti  | Franz Brunner          | 4    |
| Dinko Petrov        | 1    | Ai punti  | Orlando Gonçalves      | 6    |
| Ion Cernea          | 2    | = Pari =  | Imre Hódos             | 2    |
|                     |      | Ritirato  | Santiago Cañete        | 8    |
|                     |      | Ritirato  | François Schlechter    | 8    |

### 3º Turno
Si è disputato il 29 agosto
| Vincitore           | Pen. | Risultato | Sconfitto       | Pen. |
| ------------------- | ---- | --------- | --------------- | ---- |
| Ion Cernea          | 3    | Ai punti  | Loek Alflen     | 7    |
| Gilberto Gramellini | 3    | = Pari =  | Imre Hódos      | 4    |
| Masamitsu Ichiguchi | 3    | = Pari =  | Bernard Knitter | 5    |
| Yaşar Yılmaz        | 2    | Ai punti  | Gilbert Dubier  | 7    |
| Michel Nakouzi      | 3    | Ai punti  | Ewald Tauer     | 7    |
| Oleg Karavaev       | 1    | Ai punti  | Stipan Dora     | 5    |
| Jiří Švec           | 3    | Ai punti  | Franz Brunner   | 7    |
| Dinko Petrov        | 2    | Ai punti  | Edvin Vesterby  | 5    |

### 4º Turno
Si è disputato il 30 agosto
| Vincitore           | Pen. | Risultato  | Sconfitto           | Pen. |
| ------------------- | ---- | ---------- | ------------------- | ---- |
| Ion Cernea          | 4    | Ai punti   | Gilberto Gramellini | 6    |
| Bernard Knitter     | 5    | Per ritiro | Imre Hódos          | 8    |
| Masamitsu Ichiguchi | 4    | Ai punti   | Yaşar Yılmaz        | 5    |
| Oleg Karavaev       | 2    | Ai punti   | Michel Nakouzi      | 6    |
| Edvin Vesterby      | 5    | Schienata  | Stipan Dora         | 9    |
| Jiří Švec           | 5    | = Pari =   | Dinko Petrov        | 4    |

### 5º Turno
Si è disputato il 31 agosto
| Vincitore     | Pen. | Risultato | Sconfitto           | Pen. |
| ------------- | ---- | --------- | ------------------- | ---- |
| Ion Cernea    | 5    | Ai punti  | Bernard Knitter     | 8    |
| Oleg Karavaev | 2    | Schienata | Masamitsu Ichiguchi | 8    |
| Dinko Petrov  | 6    | = Pari =  | Yaşar Yılmaz        | 7    |
| Jiří Švec     | 7    | = Pari =  | Edvin Vesterby      | 7    |

### Finale
| Vincitore     | Pen. | Risultato | Sconfitto  | Pen. |
| ------------- | ---- | --------- | ---------- | ---- |
| Oleg Karavaev |      | Ai punti  | Ion Cernea |      |

## Classifica finale
| Pos.    | Atleta                 | Nazione          |
| ------- | ---------------------- | ---------------- |
| Oro     | Oleg Karavaev          | Unione Sovietica |
| Argento | Ion Cernea             | Romania          |
| Bronzo  | Dinko Petrov           | Bulgaria         |
| 4       | Edvin Vesterby         | Svezia           |
| 5       | Jiří Švec              | Cecoslovacchia   |
| 5       | Yaşar Yılmaz           | Turchia          |
| 7       | Masamitsu Ichiguchi    | Giappone         |
| 8       | Bernard Knitter        | Polonia          |
| 9       | Michel Nakouzi         | Libano           |
| 9       | Gilberto Gramellini    | Italia           |
| 11      | Imre Hódos             | Ungheria         |
| 12      | Stipan Dora            | Jugoslavia       |
| 13      | Gilbert Dubier         | Francia          |
| 13      | Loek Alflen            | Paesi Bassi      |
| 13      | Ewald Tauer            | Germania         |
| 13      | Franz Brunner          | Austria          |
| 17      | Richard Debrunner      | Svizzera         |
| 17      | Reino Tuominen         | Finlandia        |
| 17      | Kamel Ali El-Sayed     | Rep. Araba Unita |
| 17      | Ali Bani Hashemi       | Iran             |
| 17      | Mikhail Theodoropoulos | Grecia           |
| 17      | Orlando Gonçalves      | Portogallo       |
| 23      | John Tveiten           | Norvegia         |
| 23      | Aimé Verhoeven         | Belgio           |
| 25      | Michel Ben Akoun       | Marocco          |
| 25      | Larry Lauchle          | Stati Uniti      |
| 27      | Santiago Cañete        | Spagna           |
| 28      | François Schlechter    | Lussemburgo      |